# Michael McDonald (athlétisme)
Pour les articles homonymes, voir Michael McDonald et McDonald.
Michael McDonald (né le 17 mars 1975 dans la Paroisse de Saint Mary) est un athlète jamaïcain spécialiste du 400 mètres.

## Palmarès
| Année | Compétition                    | Lieu          | Place | Épreuve   |
| ----- | ------------------------------ | ------------- | ----- | --------- |
| 1994  | Championnats du monde juniors  | Lisbonne      | 1er   | 400 m     |
| 1995  | Jeux panaméricains             | Mar del Plata | 2e    | 4 × 400 m |
| 1995  | Championnats du monde          | Göteborg      | 2e    | 4 × 400 m |
| 1996  | Jeux olympiques                | Atlanta       | 3e    | 4 × 400 m |
| 1997  | Championnats du monde en salle | Paris         | 2e    | 4 × 400 m |
| 1997  | Championnats du monde          | Athènes       | 3e    | 4 × 400 m |
| 1998  | Jeux du Commonwealth           | Kuala Lumpur  | 1er   | 4 × 400 m |
| 1999  | Championnats du monde en salle | Maebashi      | 4e    | 4 × 400 m |
| 1999  | Jeux panaméricains             | Winnipeg      | 1er   | 4 × 400 m |
| 1999  | Championnats du monde          | Séville       | 2e    | 4 × 400 m |
| 2000  | Jeux olympiques                | Sydney        | 2e    | 4 × 400 m |
| 2001  | Championnats du monde en salle | Lisbonne      | 3e    | 4 × 400 m |
| 2004  | Championnats du monde en salle | Budapest      | 1er   | 4 × 400 m |